# Бёйс-Баллот, Христофор Хенрик Дидерик
Христофор Хенрик Дидерик Бёйс-Баллот (нидерл. Christophorus Henricus Didericus Buys Ballot; 10 октября 1817 — 3 февраля 1890) — голландский химик и метеоролог. Иностранный член-корреспондент Петербургской академии наук (1887). В 1854 году составил синоптические карты ветров. Директор Голландского института метеорологии. Эмпирически вывел закон вращения ветров вокруг областей слабого давления, названный его именем. Организовал систему штормовых предупреждений в Голландии.

## Биография
Бёйс-Баллот родился в семье министра Антони Якобус Бёйс-Баллота в Клутинге. Его мать звали Гертруда Франциса Ликс Равен. Изучал минералогию, геологию и теоретическую химию в университете Утрехта. В 1844 году окончил аспирантуру. С 1847 года начал преподавать в том же университете математику и с 1867 года физику.
Бёйс-Баллот стал интересоваться метеорологией, с момента появления телеграфа и системы дистанционного оповещения. Начиная с 1850-х годов он записывал данные погоды, получаемые по телеграфу. В 1854 году возглавил институт метеорологии.
Он был одним из первых, кто увидел необходимость международного сотрудничества. С 1873 по 1879 годы был первым председателем Международного метеорологического комитета, предшественника Всемирной метеорологической организации.
Бёйс-Баллот был больше практиком, чем теоретиком. Закон, названный его именем, впервые был описан в 1790 году немецким учёным Г. В. Брандесом. Однако именно Бёйс-Баллот подтвердил закон и начал использовать его в морской навигации. С 50-х годов XIX века под руководством Бёйс-Баллота Метеорологический институт начал публиковать первые морские карты, включавшие информацию о направлении ветров, распространении штормов, дождей, туманов в акватории. В июне 1860 года организовал систему штормовых оповещений.
Возможно, Бёйс-Баллот был одним из первых, кто использовал карты с нанесением изобар, показывавших зоны высокого и низкого давления (циклоны и антициклоны).
Он проверил теории американского учёного Вильяма Феррела и австрийского учёного Кристиана Доплера.

## Интересные факты
В 1845 году Бёйс-Баллот устроил «концерт на рельсах» для проверки теории К. Доплера. Наняв паровоз с грузовым прицепом и разместив на прицепе двух трубачей, он поставил им задачу попеременно играть ноту соль, чтобы звук не прерывался. На платформе между Амстердамом и Утрехтом Бёйс-Баллот поместил группу наблюдателей с отличным музыкальным слухом. Паровоз проезжал с различной скоростью, а наблюдатели отмечали, какая нота им слышится. Затем наблюдатели и трубачи поменялись местами. В результате двухдневных опытов стало ясно, что Доплер был прав.

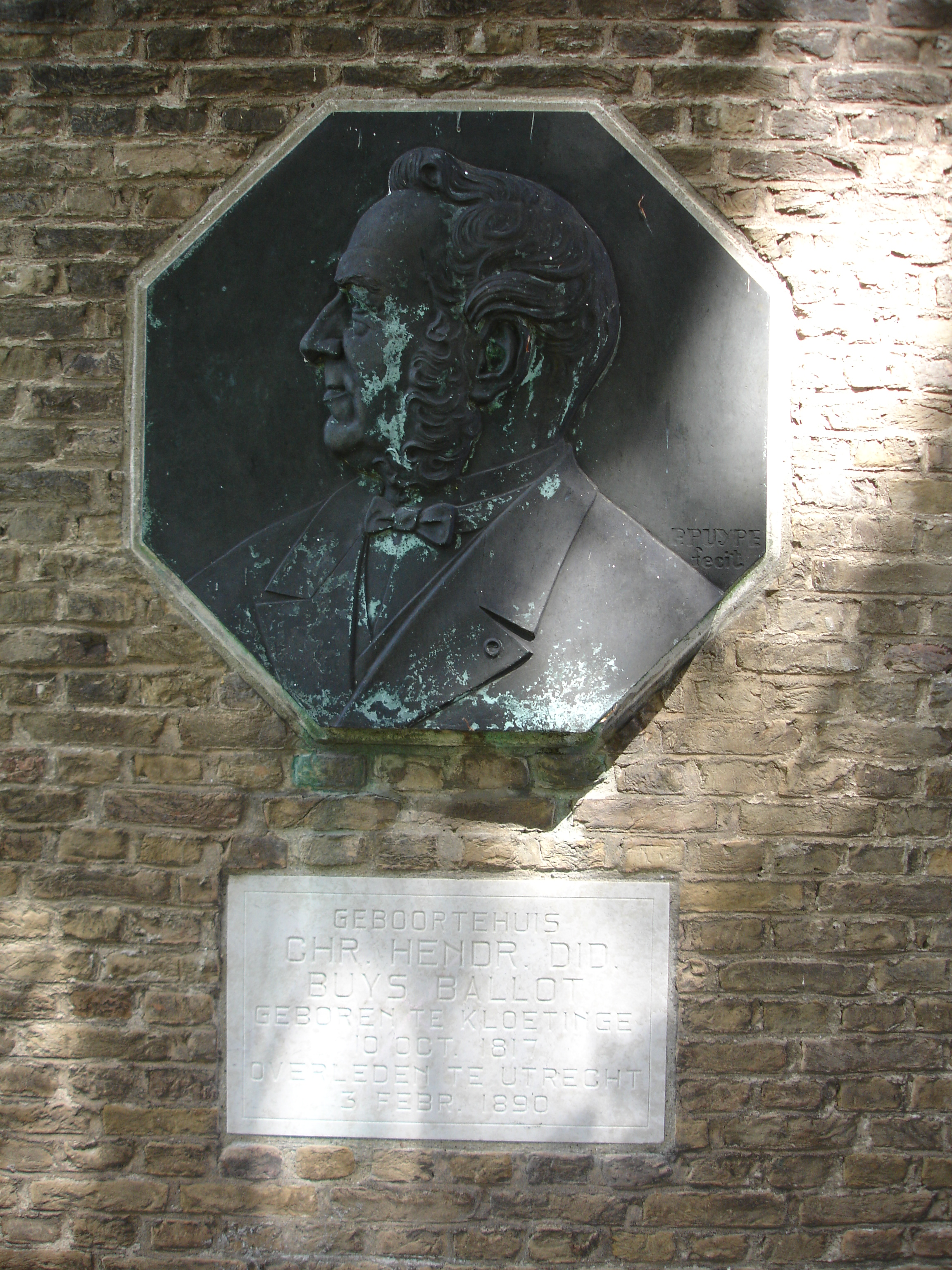
Мемориальная доска на родине Бёйс-Баллота

## Память
- Правило Бейс-Балло
- В 1970 году в честь Бёйс-Баллота был назван лунный кратер.
- Медаль имени Бёйс-Баллота присуждается Нидерландской королевской академией наук каждые десять лет с 1888 года человеку, внесшему значительный вклад в метеорологию